# Министерство радиопромышленности СССР
Министерство радиопромышленности СССР (Минрадиопром СССР, МРП СССР) — союзное министерство, предназначенное для осуществления руководства промышленностью по производству изделий радиоэлектронной техники.
Министерство радиопромышленности руководило непосредственно или через создаваемые им органы предприятиями, научно-исследовательскими, проектными и конструкторскими организациями, учебными заведениями, а также другими подведомственными ему организациями и учреждениями.
Министерство радиопромышленности возглавлял Министр, назначаемый в соответствии с Конституцией СССР Верховным Советом СССР, а в период между сессиями — Президиумом Верховного Совета СССР, с последующим внесением на утверждение Верховного Совета СССР. Министр радиопромышленности имел заместителей, назначаемых Советом Министров СССР. Министр радиопромышленности нес персональную ответственность за выполнение возложенных на Министерство задач и обязанностей.
Для рассмотрения предложений по основным направлениям развития науки и техники, определения научно обоснованной единой технической политики в радиопромышленности, разработки рекомендаций по использованию и внедрению новейших достижений отечественной и зарубежной науки, техники и передового опыта в Министерстве радиопромышленности создавался научно-технический совет из видных ученых, высококвалифицированных специалистов, новаторов производства, а также представителей научно-технических обществ и других организаций. Состав научно-технического совета и положение о нем утверждались Министром радиопромышленности.
В Министерстве радиопромышленности образовывалась коллегия в составе Министра (председатель) и заместителей Министра по должности, а также других руководящих работников Министерства. Решения коллегии проводились в жизнь, как правило, приказами Министра.
Структура и численность работников центрального аппарата Министерства радиопромышленности утверждались Советом Министров СССР. Штатное расписание центрального аппарата Министерства, а также положения о главных управлениях, управлениях и отделах Министерства утверждались Министром радиопромышленности.

## История МРП СССР
Министерство было образовано 2 марта 1965 года на базе Государственного комитета по радиоэлектронике СССР, который, в свою очередь, был образован 13 марта 1963 года переименованием Государственного комитета СМ СССР по радиоэлектронике, который образован 14 декабря 1957 года на базе Министерства радиотехнической промышленности СССР, которое образовано Указом Президиума Верховного Совета СССР 21 января 1954 года на базе предприятий и организаций радиотехнической, электровакуумной и телефонно-телеграфной промышленности Министерства электростанций и электропромышленности СССР.
По числу предприятий радиопромышленность СССР устойчиво росла всю Холодную войну, и к началу конверсии в конце 1980-х примерно каждый второй оборонный завод в стране был радиоэлектронным, хотя помимо МРП такие заводы могли также входить в Министерство электронной промышленности или Министерство промышленности средств связи.
МРП СССР было преобразовано в государственную корпорацию «Радиокомплекс» во главе с последним министром В. И. Шимко.

## Министры радиопромышленности СССР
За годы существования министерства должность министра радиопромышленности СССР занимали:
- 2 марта 1965 — 22 марта 1974 — Валерий Дмитриевич Калмыков;
- 8 апреля 1974 — 11 сентября 1987 — Пётр Степанович Плешаков;
- 14 ноября 1987 — 28 августа 1991 — Владимир Иванович Шимко (и. о. до 26 ноября 1991 после отставки Кабинета Министров СССР).

## Структура МРП СССР
Министерство структурно включало центральный аппарат министерства (управление, планирование, организационно-распорядительная деятельность, отдел кадров, финансов, административно-хозяйственные службы, а также общественные организации — профком и местком);
15 номерных Главных управлений (1—15 ГУ МРП СССР).
В подчинении ГУ МРП имелось порядка 200 заводов, производственных объединений (ПО), научно-производственных объединений (НПО) и научно-исследовательских институтов (НИИ) по всей территории СССР, значительная часть которых работала на военную тематику и имела статус закрытых учреждений — почтовых ящиков.
Также в МРП имелись следующие структурные подразделения прямого подчинения:
- ГТУ (главтехуправление)
- ГУМТС (ЦКБ материаловедения)
- ГУПиКС (проектно-конструкторские организации)
- ГлавПЭО — ЦНПО «Экор»
- Управление гл. механика и гл. энергетика
- УТЗиРК (центр научной организации труда)
- Управление кадров и учебных заведений (до 23 профильных учебных заведений)
- ВО «СоюзЭВМкомплекс» (10 научно-производственных территориальных объединений, специализирующихся на ЭВМ)
- ЦНПО «Вымпел» (головная организация разработчик систем ПРО, ПКО, ПРН, ККП).

## Продукция предприятий МРП СССР
- продукция военного назначения: РЛС, вычислительные и управляющие системы, системы связи и коммуникаций, другая электроника для военных объектов, вооружений и военной техники (в том числе аппаратура и системы двойного назначения)
- продукция для промышленности и транспорта: РЛС, информационные и вычислительные системы, связь и телевидение, автоматика производств, другая электроника для предприятий и организаций
- продукция бытового назначения: радиоприёмники, телевизоры, бытовая техника и электроника